# Zwischensatz (Grammatik)
Ein Zwischensatz ist ein Teilsatz oder eine gleichwertige Konstruktion  innerhalb eines Satzgefüges. Als gleichwertige Konstruktion gilt etwa ein satzwertiges Partizip oder ein satzwertiger Infinitiv. Der Teilsatz oder die gleichwertige Konstruktion steht im Mittelfeld des Satzes, in den er oder sie eingefügt ist. – Der Zwischensatz ist im Gegensatz zur Parenthese syntaktisch betrachtet unselbständig.

## Beispiele
- Wir fuhren, als es hell wurde, in den Urlaub.